# Joris Voorhoeve
Joris Voorhoeve, né le 22 décembre 1945 à La Haye, est un homme politique néerlandais, membre des Démocrates 66 (D66).
Adhérent pendant plus de trente ans du Parti populaire pour la liberté et la démocratie (VVD), cet universitaire spécialiste de relations internationales est élu représentant à la Seconde Chambre en 1982. Quatre ans plus tard, il prend la direction politique du VVD, qu'il abandonne en 1990. 
Avec la formation d'une coalition violette par Wim Kok en 1994, il entre au gouvernement comme ministre de la Défense. Réélu à la Seconde Chambre en 1998, il se retire de la politique active un an plus tard, pour intégrer le Conseil d'État. En 2009, il rejoint les D66, dont il avait été brièvement membre à la fin des années 1960.

## Biographie

### Formation
Il fait ses études secondaires à La Haye, puis intègre, en 1965, l'université de Wageningue pour y étudier le développement économique. À partir de 1968, il suit, en parallèle, des études de sciences politiques, à l'université de Leyde. Ayant achevé son double cursus en 1971, il part deux ans à l'université Johns-Hopkins, où il obtient un Master of Arts de relations internationales, en 1972, puis un doctorat de sciences sociales, en 1973.

### Parcours professionnels
À la fin de son parcours universitaire, il rejoint le département d'analyse politique de la Banque mondiale, à Washington. Au bout de quatre ans, en 1977, il rentre aux Pays-Bas et devient alors chercheur au conseil scientifique pour la politique gouvernementale (WRR).
Recruté pour trois ans, en 1979, par le bureau scientifique du Parti populaire pour la liberté et la démocratie, il prend, l'année suivante, un poste de professeur de relations internationales et du développement à l'université de Wageningue. Il l'abandonne en 1986.

### Débuts en politique
Il adhère aux Démocrates 66 en 1969. Bien qu'il n'y soit resté que deux ans, il a quand même été secrétaire du groupe de travail sur les relations internationales. En 1975, il rejoint le VVD et est élu, en 1982, représentant à la Seconde Chambre. Membre de la commission des Affaires étrangères du parti, il appartient également à l'équipe de formation.

### Au premier plan

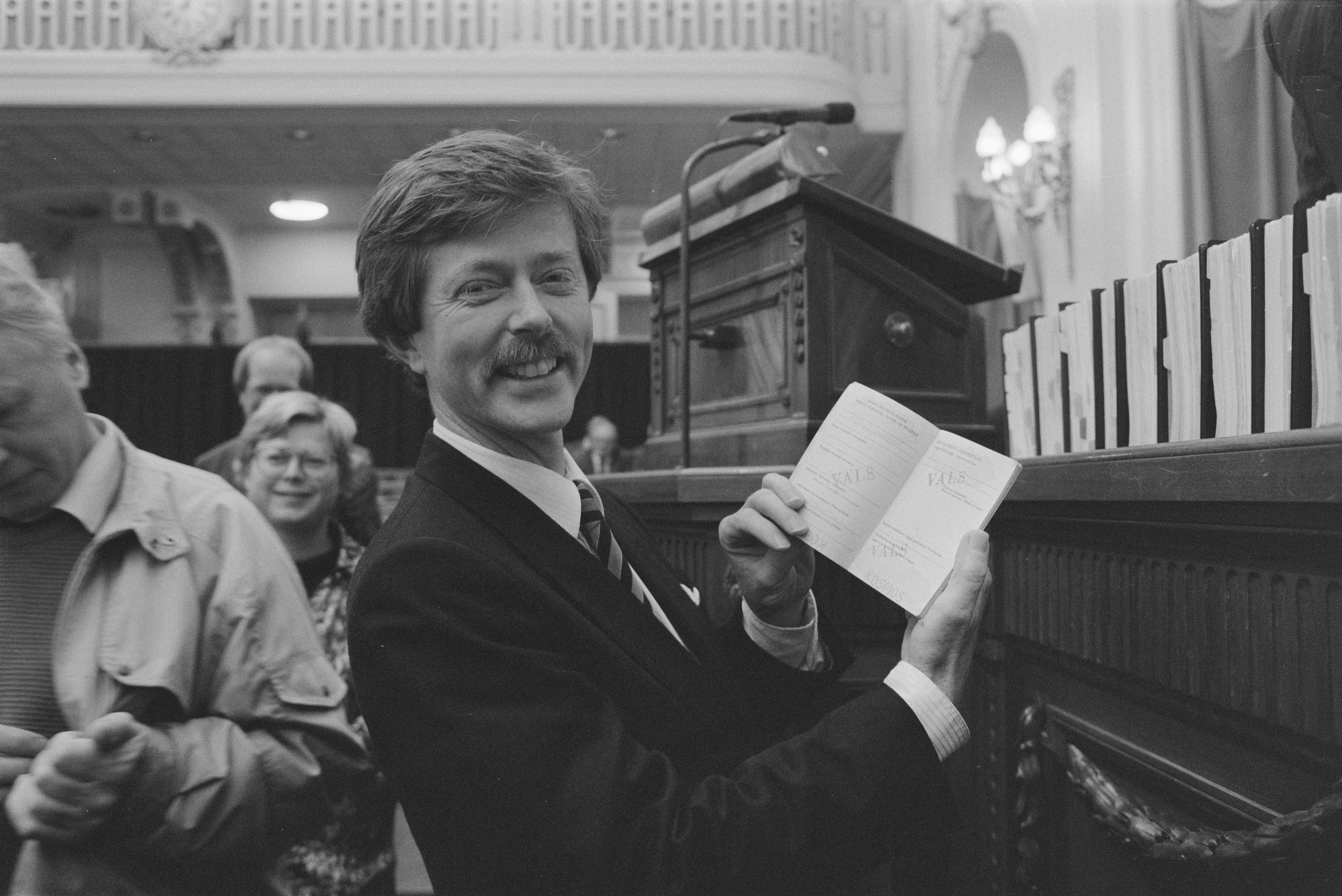
Joris Voorhoeve, en 1988.

Le 9 juillet 1986, il est porté à la présidence du groupe libéral-démocrate, alors dans la majorité avec l'Appel chrétien-démocrate (CDA) de Ruud Lubbers, à la chambre basse des États généraux. Il est élu, le 15 décembre suivant, chef politique du VVD. Après la rupture de la coalition, il conduit son parti aux élections législatives anticipées du 6 septembre 1989, mais ne remporte que 14,6 % des voix et 22 sièges, un recul trois points et cinq sièges.
Il démissionne de ses fonctions le 30 avril 1990, au profit de l'ancien ministre de la Défense, Frits Bolkestein. Nommé directeur de l'Institut néerlandais des relations internationales Clingendael le 1er janvier 1991, il renonce à son mandat parlementaire neuf jours plus tard.
Il fait son retour en politique le 22 août 1994, lorsqu'il est désigné ministre de la Défense, et ministre pour les Antilles néerlandaises et Aruba, dans le premier gouvernement du travailliste Wim Kok, soutenu par le VVD et les D66. Il est ensuite réélu, le 6 mai 1998, à la Seconde Chambre, mais n'est pas reconduit au gouvernement, bien que la coalition violette se soit maintenue au pouvoir.

### Fin de carrière
Finalement, le 1er décembre 1999, il est choisi comme membre du Conseil d'État et se met, de nouveau, en retrait de la vie politique. Devenu membre en service extraordinaire le 1er octobre 2006, il quitte l'institution le 31 décembre 2010.
Ayant adhéré, en juin 2009, aux D66, il quitte, en septembre 2010, le VVD, refusant la coopération avec le Parti pour la liberté (PVV).